# Delena cancerides
Delena cancerides is een spinnensoort in de taxonomische indeling van de jachtkrabspinnen (Sparassidae).
Het dier behoort tot het geslacht Delena en komt voor in Australië en Nieuw-Zeeland. Delena cancerides werd in 1837 beschreven door Charles Athanase Walckenaer.